# Bytów
Bytówⓘ (em cassúbio: Bëtowò; em alemão: Bütow) é uma cidade localizada no norte da Polônia. Pertence à voivodia da Pomerânia, no condado de Bytów. É a sede da comuna urbano-rural de Bytów, situada no distrito do lago Bytów, nos rios Borują e Bytowa e no lago Jeleń. A cidade é um entroncamento rodoviário local (DK20, DW209, DW212, DW228).
Nos anos de 1975 a 1998, a cidade pertencia administrativamente à voivodia de Słupsk.
Segundo os dados do Escritório Central de Estatística (GUS) de 31 de dezembro de 2024, Bytów tinha uma população de 16 218 habitantes e era a 16.ª cidade mais populosa da voivodia da Pomerânia.
É um centro turístico e de lazer, com indústrias de eletricidade, alimentos, madeira e metal.

## História
Em 1294, o duque de Gdansk, Mściwoj II, morreu, de modo que sua herança foi assumida pelo posterior rei da Polônia, Premislau II. Em 1307, a área onde fica Bytów foi ocupada pelos marqueses de Brandemburgo. Em 1317, o marquês de Brandemburgo, Waldemar, deu a Terra de Bytów ao príncipe da Pomerânia Ocidental, Warcisław IV, e este último concedeu a terra de Bytów ao seu marechal, Henning Behr em 1321. De 1321 vem o registro mais antigo do nome da cidade na forma Butow. Em 1329, as Terras de Bytów foram compradas de seus herdeiros pelos Cavaleiros Teutônicos por 800 denários de prata prussiana e, posteriormente, eles instalaram um escritório de promotoria em Bytów. Em 1342, os Cavaleiros Teutônicos perderam Słupsk, então transferiram a comenda de lá para Bytów por um curto período. O assentamento recebeu direitos de cidade em 12 de julho de 1346. De 1390 a 1405, os Cavaleiros Teutônicos reconstruíram o castelo e, em 1409, a fortaleza foi capturada pelas tropas polonesas. Em 1410, após a Batalha de Grunwald, foi entregue pelo rei Ladislau II Jagelão a Bogislau VIII, Duque da Pomerânia. Em 1411, em virtude da Paz de Toruń, as Terras de Bytów voltaram para os Cavaleiros Teutônicos. Após a incorporação do Estado da Ordem Teutônica ao Reino da Polônia, em 2 de dezembro de 1454, o rei Casimiro IV Jagelão entregou Bytów ao duque Érico II de Szczecin. Érico II rompeu sua aliança com a Polônia em 1460 e entregou Bytów aos Cavaleiros Teutônicos, mas em 1466, Érico II recuperou as Terras de Bytów por meio de uma compra. Entre 1526 e 1637, com toda a Terra de Lębork-Bytów, foi um feudo da Polônia. Em 1637, Bytów e Lębork foram anexadas à Coroa do Reino da Polônia. Em 6 de novembro de 1657, após o Tratado de Bydgoszcz, Bytów ficou sob o domínio de Brandemburgo-Prússia (dinastia de Hohenzollern), formalmente como um feudo da Polônia. Em 1772, a cidade foi ocupada pelos prussianos.

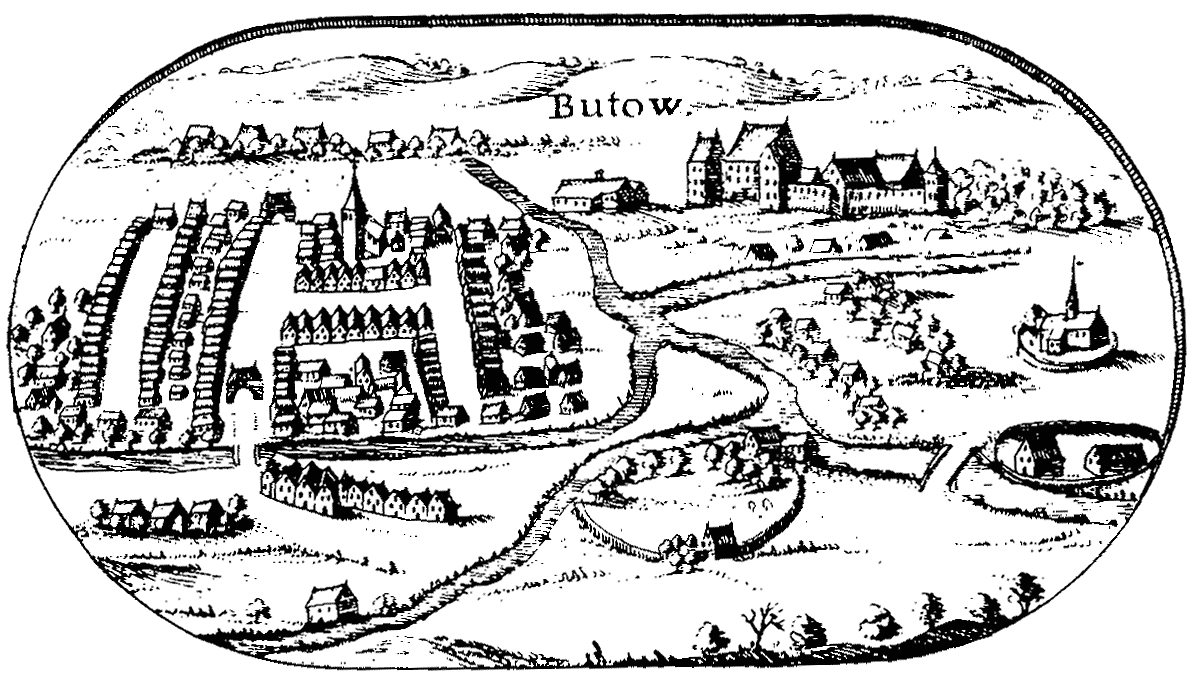
Bytów no século XVII

Em 1912, os poloneses constituíam cerca de 15% da população do condado de Bytów e o Tratado de Versalhes deixou a cidade no interior das fronteiras alemãs. Apesar disso, várias organizações polonesas estiveram ativas na cidade entre 1919 e 1939. Desde 1930, havia um banco polonês e uma associação de poloneses na Alemanha. Durante a Segunda Guerra Mundial, a cidade foi um centro de conspiração (Organização Militar Secreta “Gryf Kaszubski” e “Odra”).)) Em janeiro de 1945, uma “marcha da morte” de prisioneiros de guerra do campo de prisioneiros de guerra Stalag XX B passou por Bytów. Em 1945, 70% foi destruída e reincorporada à Polônia; 90% da população alemã da cidade foi expulsa. Reconstruída gradualmente; sede do condado de 1946 a 1975. Em 1946, o nome atual foi oficialmente aprovado, depois de 1947, Bytów e seus arredores foram colonizados por colonos do leste e do centro da Polônia, entre outros, como parte da “Operação Vístula”.
A Peixaria Bytów, que fazia parte da Fazenda de Pesca do Estado de Słupsk, funcionava na cidade.

## Demografia
Conforme os dados do Escritório Central de Estatística da Polônia (GUS) de 31 de dezembro de 2024, Bytów é uma cidade pequena com uma população de 16 218 habitantes (16.º lugar na voivodia da Pomerânia e 262.º na Polônia), tem uma área de 8,7 km² (27.º lugar na voivodia da Pomerânia e 674.º lugar na Polônia) e uma densidade populacional de 1 860 hab./km² (7.º lugar na voivodia da Pomerânia e 62.º lugar na Polônia). Entre 2002–2024, o número de habitantes diminuiu 4,7%.
Os habitantes de Bytów constituem cerca de 21,26% da população do condado de Bytów, constituindo 0,69% da população da voivodia da Pomerânia.
| Descrição                         | Total      | Total   | Mulheres   | Mulheres | Homens     | Homens  |
| --------------------------------- | ---------- | ------- | ---------- | -------- | ---------- | ------- |
| unidade                           | habitantes | %       | habitantes | %        | habitantes | %       |
| população                         | 16 218     | 100     | 8 341      | 51,4     | 7 877      | 48,6    |
| área                              | 8,7 km²    | 8,7 km² | 8,7 km²    | 8,7 km²  | 8,7 km²    | 8,7 km² |
| densidade populacional (hab./km²) | 1 860      | 1 860   | 956,0      | 956,0    | 904,0      | 904,0   |

## Monumentos históricos

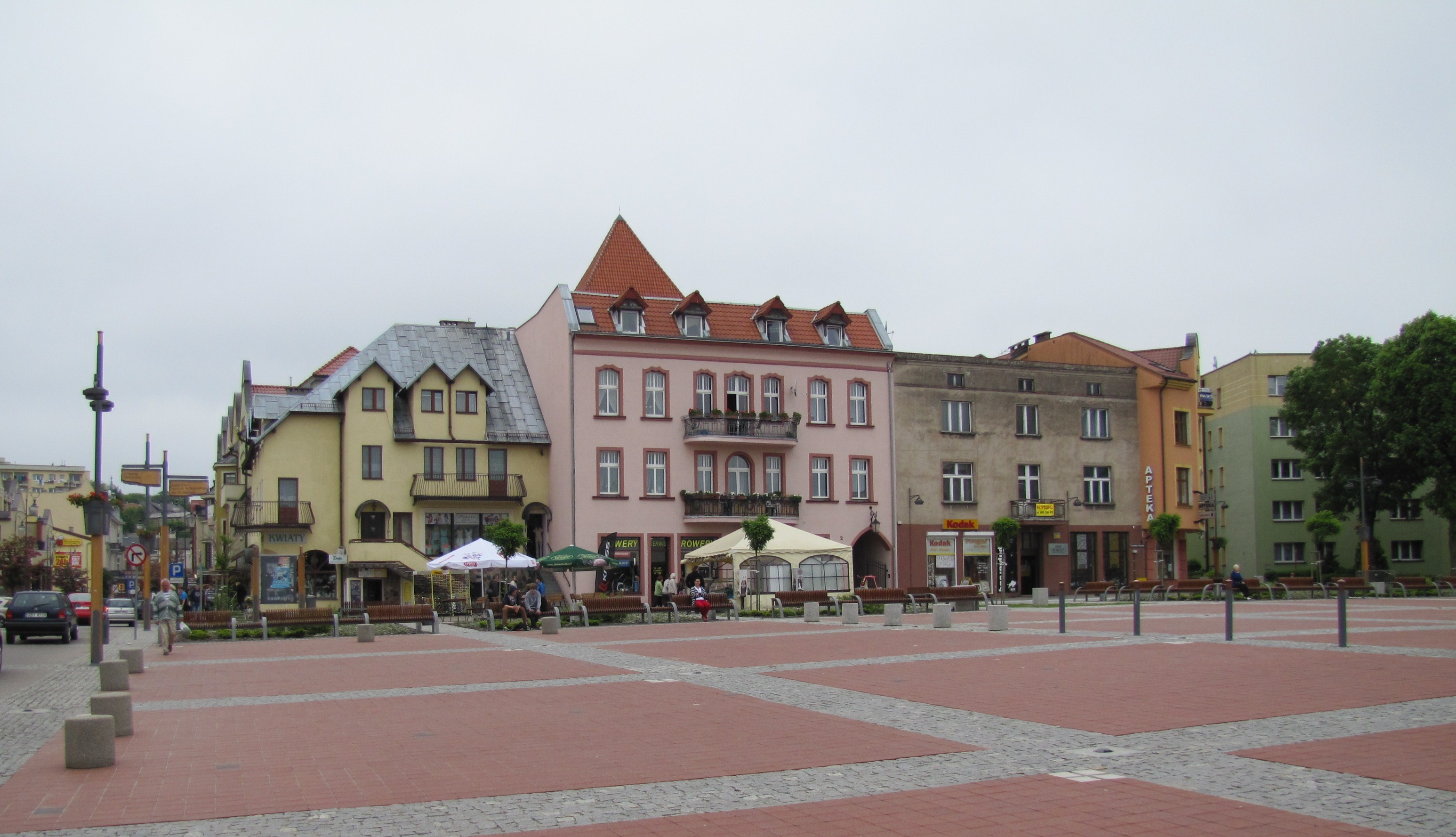
Praça do mercado em Bytów

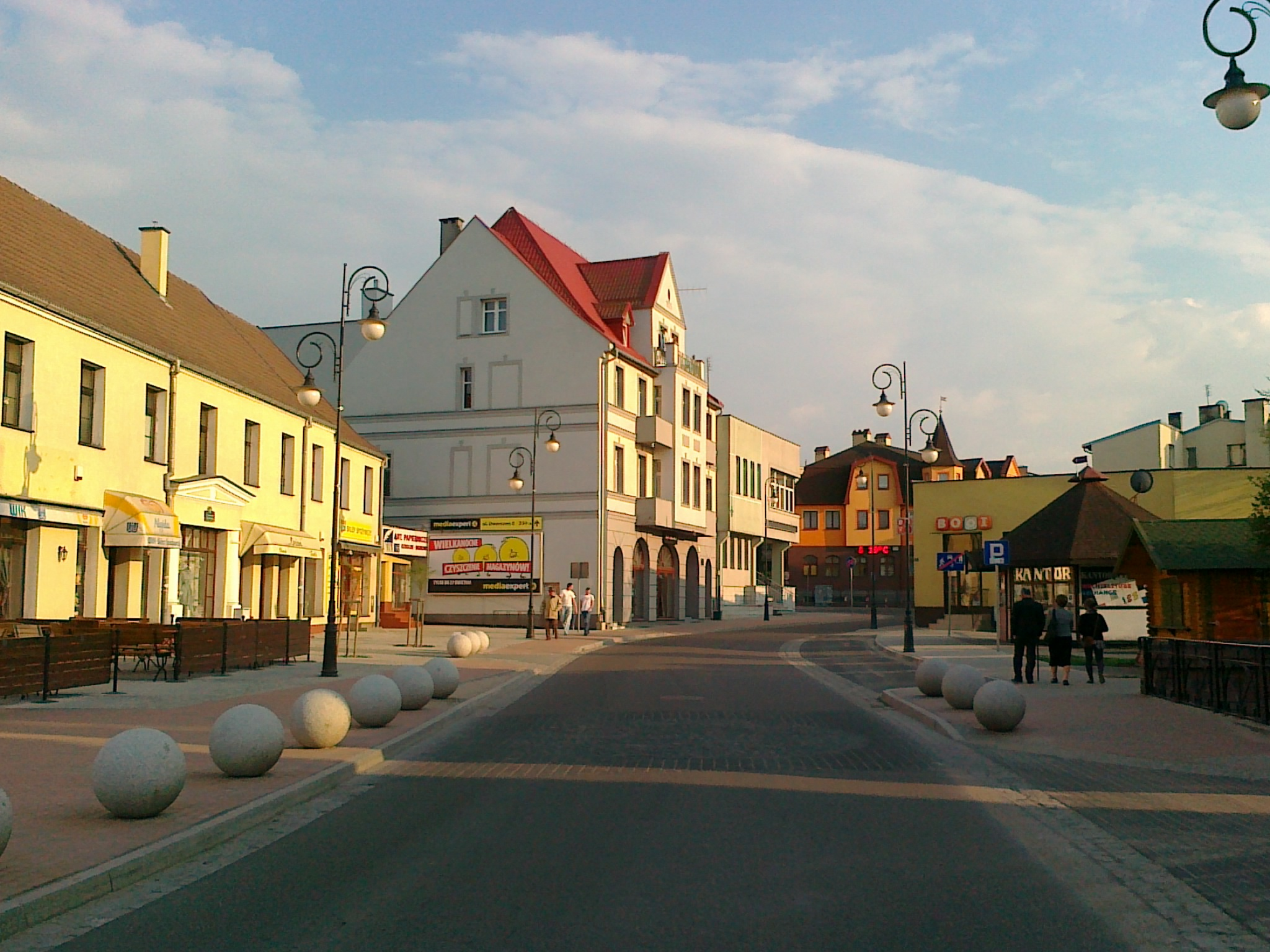
Centro de Bytów

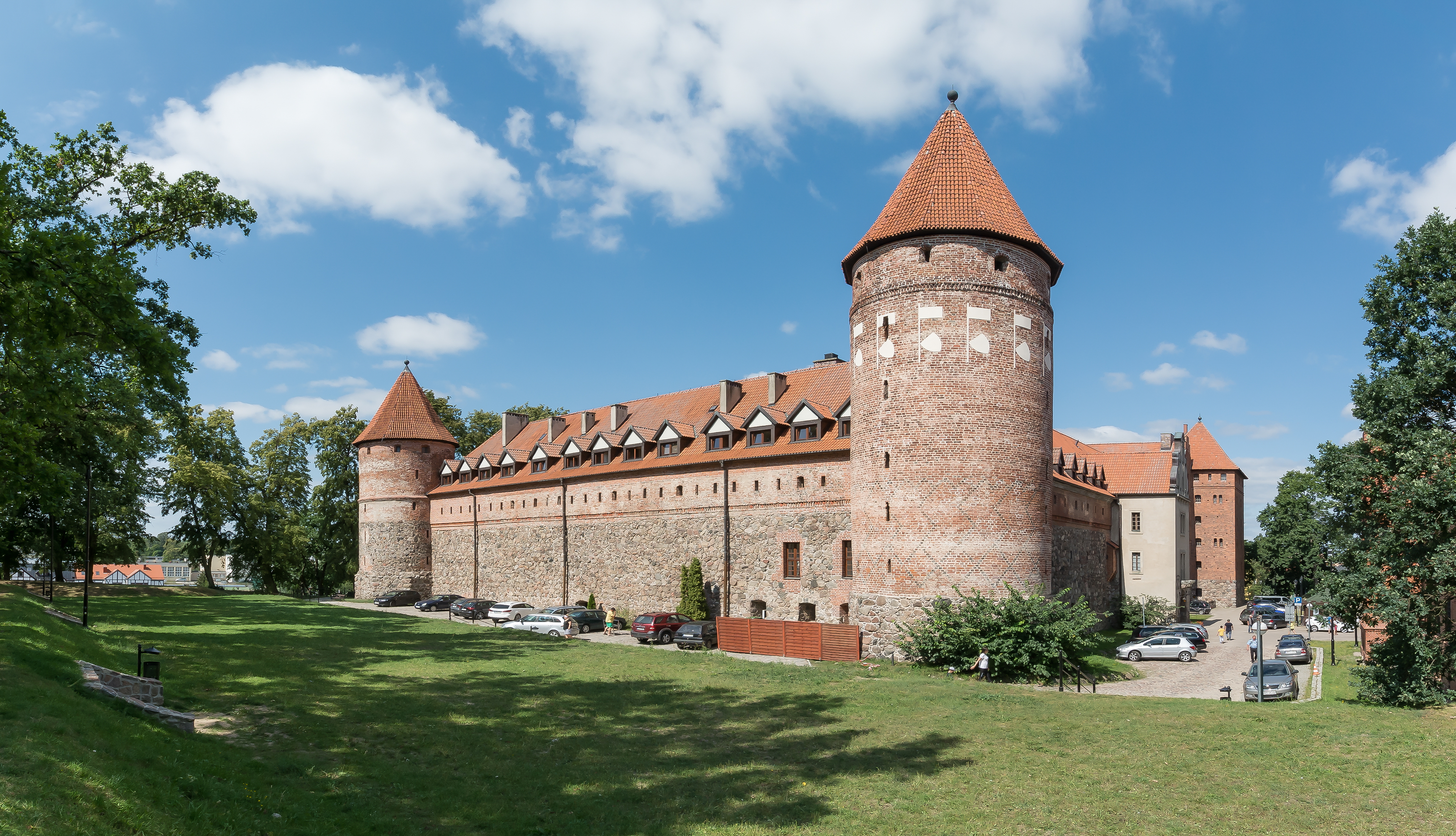
Castelo de Bytów, sede do Museu da Cassúbia Ocidental

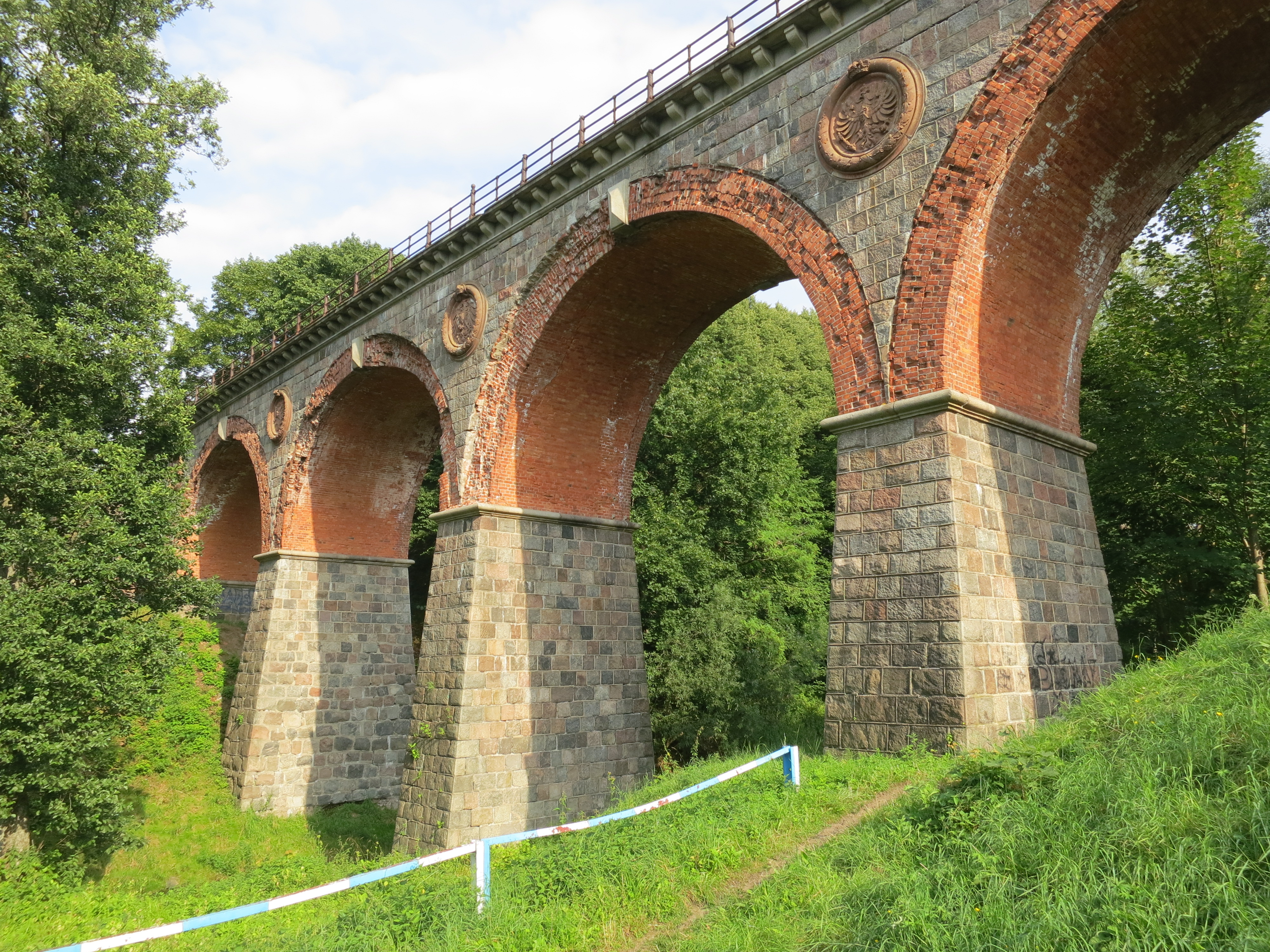
Ponte ferroviária em Bytów

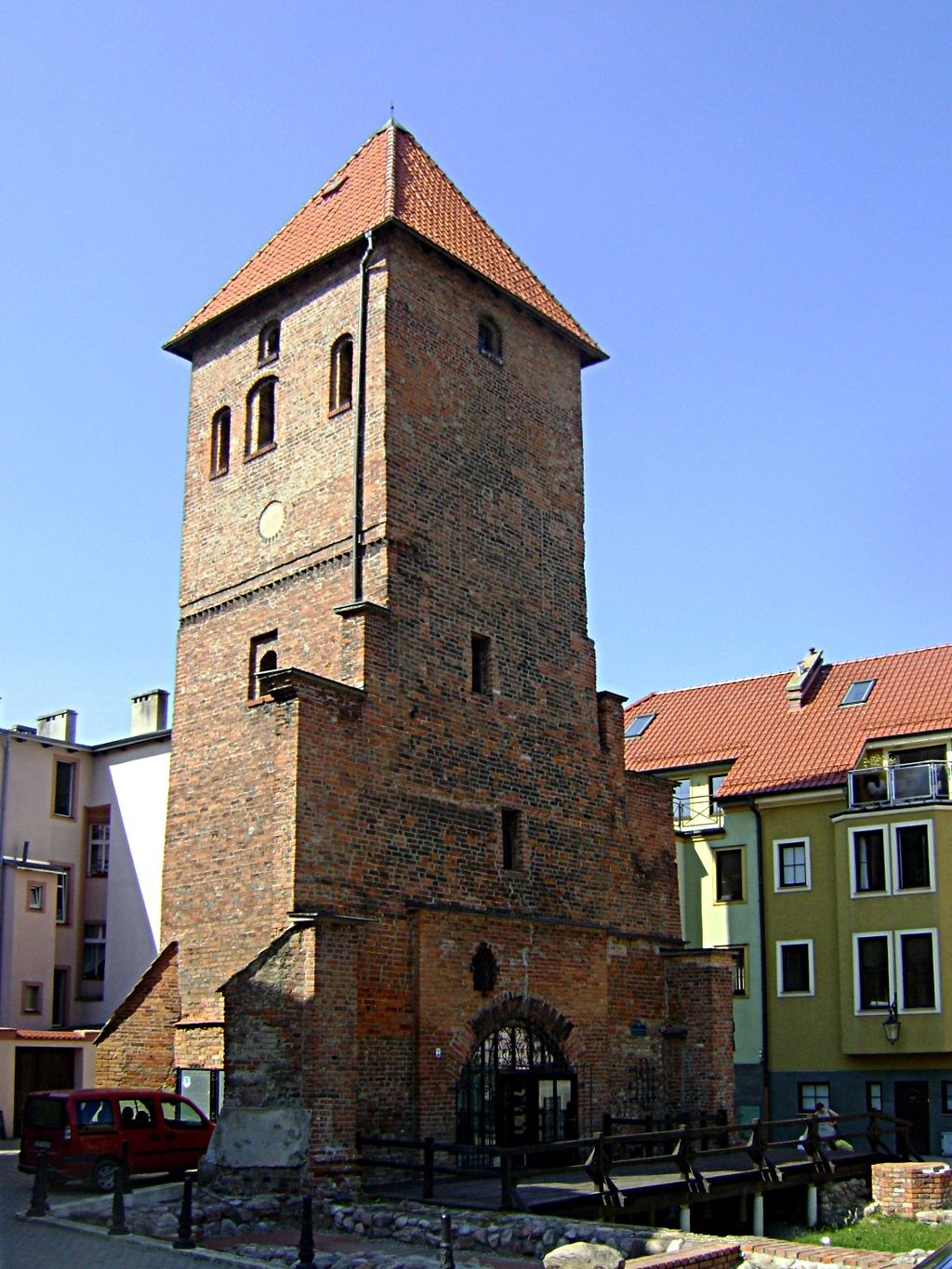
Torre da igreja de Santa Catarina

Os monumentos legalmente protegidos são:
- Centro da cidade,
- Torre — um remanescente da antiga igreja católica de Santa Catarina, agora uma galeria de arte, rua Starokościelna, meados do século XIV,
- Igreja evangélica de Santa Isabel, atual igreja paroquial católica romana de Santa Catarina, modelada na igreja de São Mateus em Berlim por Friedrich August Stüler, 1847–1851, rua Jana Pawła II, 16,
- Igreja de São Jorge, antiga igreja evangélica, agora católica-grega, rua Josyfa Slipyja, século XVII, cemitério,
- Castelo Teutônico, século XIV/XVII, século XVI/XVII,
- Moinho do castelo, rua Młyńska, 6, 1791, atualmente um restaurante,
- Sobrados, rua Jana Pawła II, n.º 10, 12, 14, século XVIII/XIX,
- Banco (atualmente Pekao S.A.), rua Bauera, n.º 3, século XIX,
- Casa, 2, rua Maja 1, início do século XIX,
- Agência dos correios, rua Wojska Polskiego, 10, ca. 1800,
- Casa, rua Wojska Polskiego, 22, início do século XIX,
- Celeiro, rua Ogrodowa, 10, em enxaimel, meados do século XIX,
- Ponte ferroviária (pedra e tijolo) sobre o rio Borua, 1882–1884.

Os monumentos arquitetônicos valiosos (não protegidos) são:
- Hospital na rua Lęborska, 1933, agora ampliado,
- Casa modernista da década de 1930, rua Prosta, 3,
- Casa modernista de 1935 (projeto), rua Zielona, 2-4
- Viaduto sobre os trilhos de trem, originalmente construído antes da guerra. Um vão foi demolido durante a Segunda Guerra Mundial. Em Szczecin, a ponte Kłodny, de construção semelhante, também foi demolida, mas a treliça em si não foi danificada. Portanto, a ponte Kłodny foi transportada e remontada em Bytów. Por algum tempo, os dois vãos — o de antes da guerra e o trazido de Szczecin — coexistiram, depois o vão original de antes da guerra foi desmontado.[19]

## Descobertas arqueológicas
Em 2013, uma espada do final da Idade do Bronze (950/900–750/700 a.C.) foi encontrada em Bytów. A relíquia está na coleção do Museu da Cassúbia Ocidental em Bytów.

## Transportes
As seguintes estradas se cruzam na cidade:
- Estrada nacional n.º 20: Stargard — Szczecinek — Bytów — Gdynia
- Estrada provincial n.º 209: Warszkowo — Bytów
- Estrada provincial n.º 212: Osowo Lęborskie — Bytów — Chojnice — Kamionka no lago Zamarte
- Estrada provincial n.º 228: Bytów — Kartuzy

Até 1945, a linha ferroviária Miastko — Bytów — Lębork passava por Bytów.
Em 1 de junho de 2021, o transporte público foi inaugurado na cidade.

### Transporte ferroviário

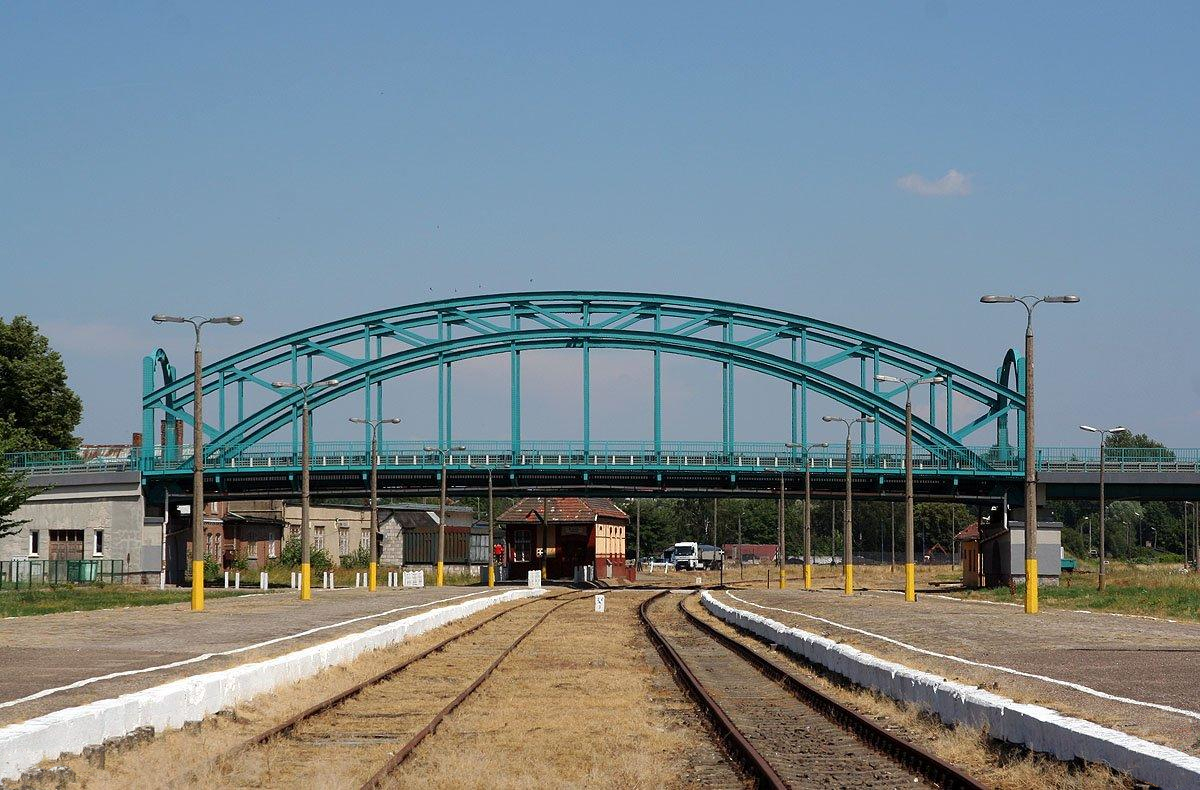
Viaduto sobre trilhos de trem em desuso. Visto da área da estação ferroviária

A ferrovia chegou à cidade a partir de Słupsk em 1884; em 1901 foi conectada a Lipusz, em 1902 a Lębork, em 1909 a Miastko. Dessa forma, Bytów tornou-se uma estação de junção, mas após a passagem da frente de batalha em 1945, as seções Bytów-Lębork e Bytów-Miastko foram demolidas. Por fim, o transporte ferroviário de passageiros foi descontinuado em 1991.
O governo local da voivodia prevê uma conexão ferroviária para Gdansk e Gdynia no futuro, o que possibilitou colocar a Ferrovia Metropolitana da Pomerânia em operação em 2015.

## Educação
Em Bytów, há três escolas de ensino médio:
- Complexo Escolar Secundário, rua Sikorskiego, 35[22]
- Complexo de Escolas de Educação Geral, rua Gdańsk, 57
- Complexo de Escolas de Economia e de Serviços Stanisław Staszic, rua Derdowskiego, 3[23]

Quatro escolas primárias, um centro educacional e uma filial da Escola Estatal de Música de 1º e 2º graus em Słupsk.
Há também escolas particulares em Bytów administradas pelo Centro Educacional Privado Marmołowski:
- Escola secundária geral pós-secundária para adultos
- Escola secundária geral complementar pós-secundária para adultos
- Escola profissionalizante pós-secundária

## Comunidades religiosas

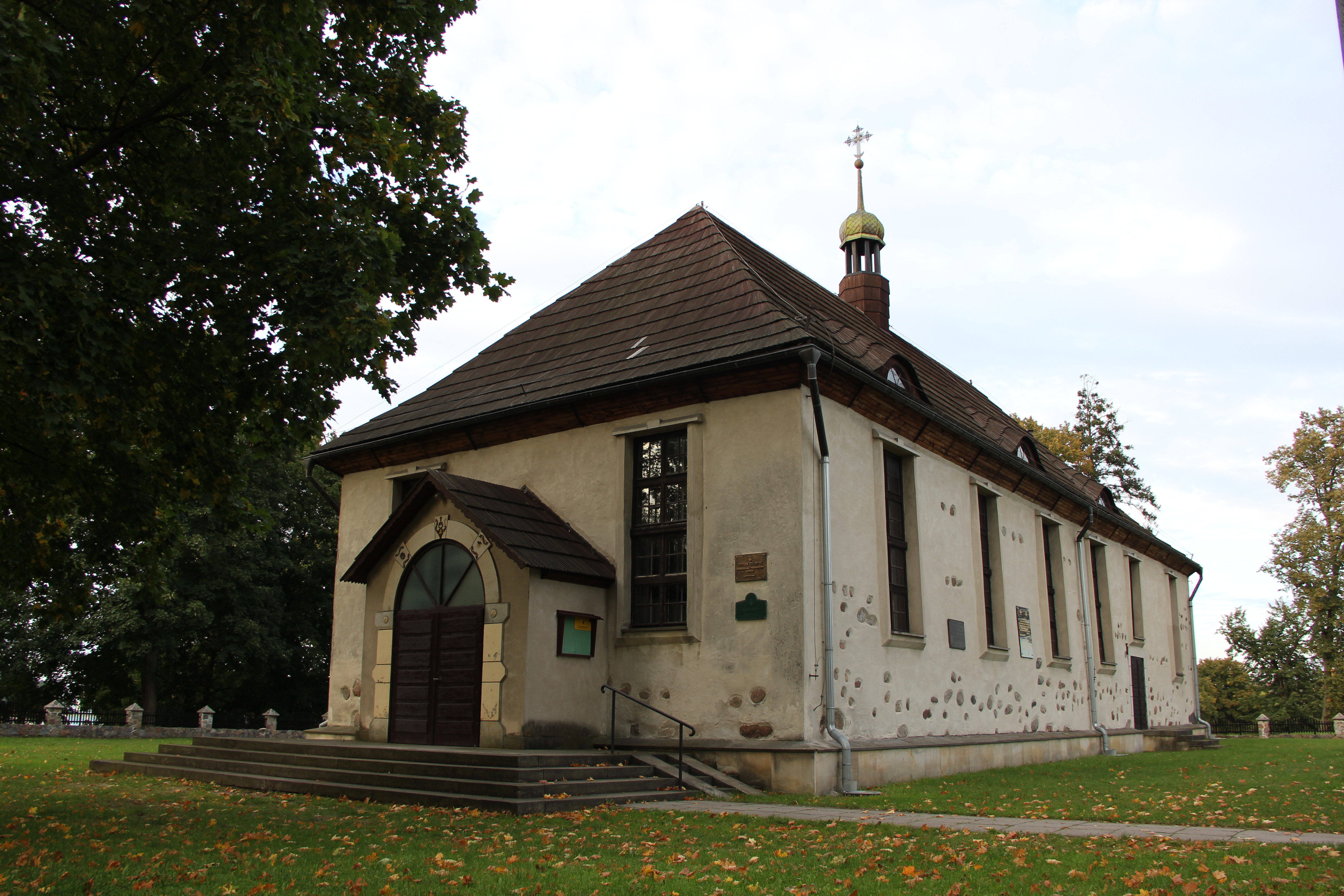
Igreja católico-grega de São Jorge

Atividades religiosas realizadas na cidade:
- Igreja Católica Grega:
  - Paróquia de São Jorge (bizantino-ucraniano)[25]
- Igreja Católica de Rito Latino
  - Paróquia de São Filipe Néri[26]
  - Paróquia de Santa Catarina de Alexandria e São João Batista[27]
- Igreja Pentecostal
  - Igreja Pentecostal “Nova Vida”[28]
- Testemunhas de Jeová
  - Igreja (incluindo grupo de língua russa), Salão do Reino

## Esportes

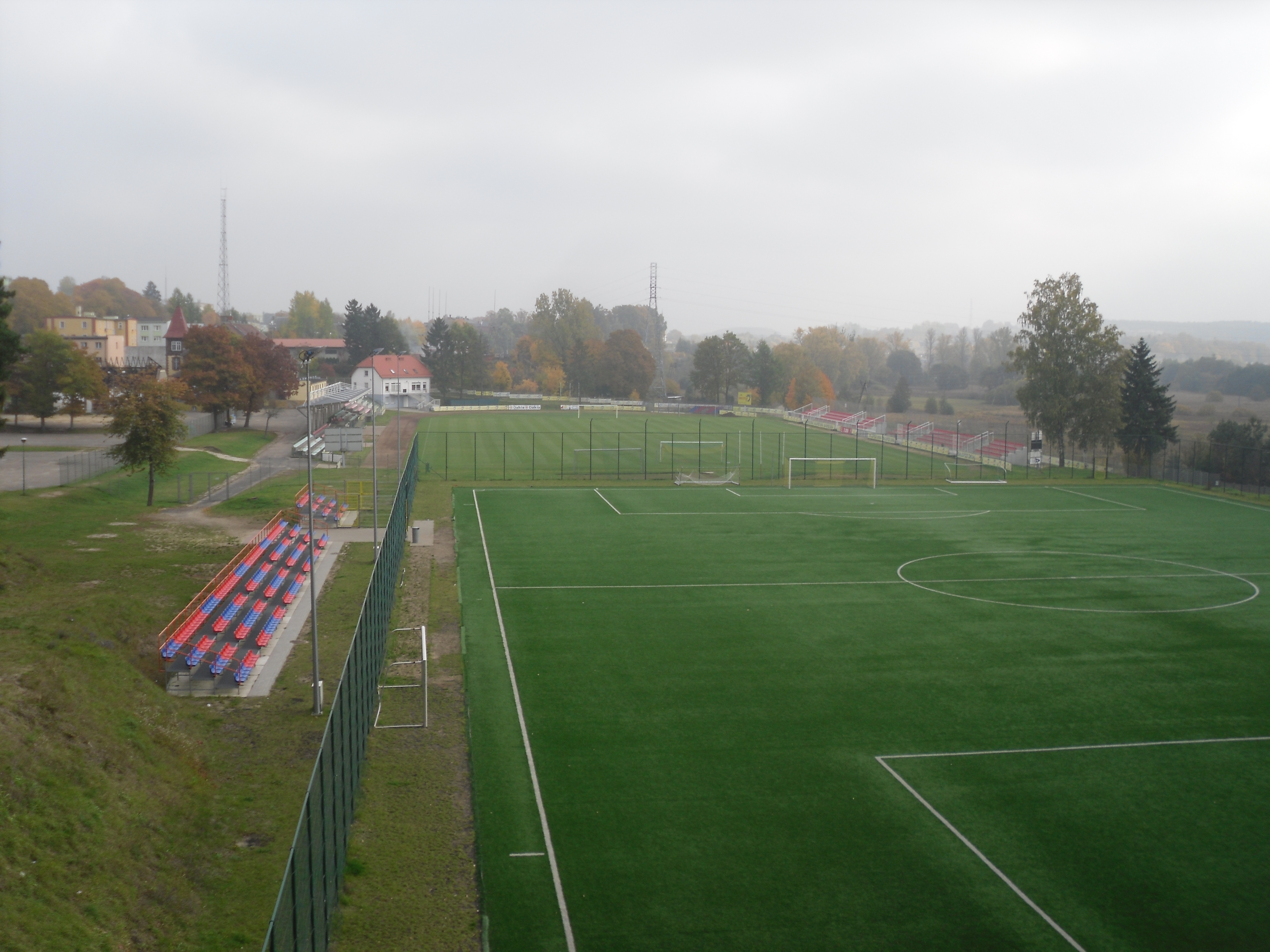
Estádio em Bytów

A cidade é a sede do Clube Esportivo Municipal “Drutex-Bytovia”. O clube usa o estádio do Centro Municipal de Esportes e Recreação, localizado na rua Mickiewicza, com capacidade para 2 050 pessoas. Em 27 de outubro de 2009, a partida da Copa da Polônia 1/8 entre o Bytovia II Bytów e o Wisła Kraków (0:2) foi assistida por 5 000 espectadores graças às arquibancadas dobráveis.

## Distintivo de Honra do Município
Em 29 de junho de 2016, o Conselho Municipal de Bytów instituiu o Distintivo de Honra do Município de Bytów, ao mesmo tempo, em que criou seu desenho e os princípios, o procedimento para concessão e a maneira de usar o distintivo.